# Jan Kaim

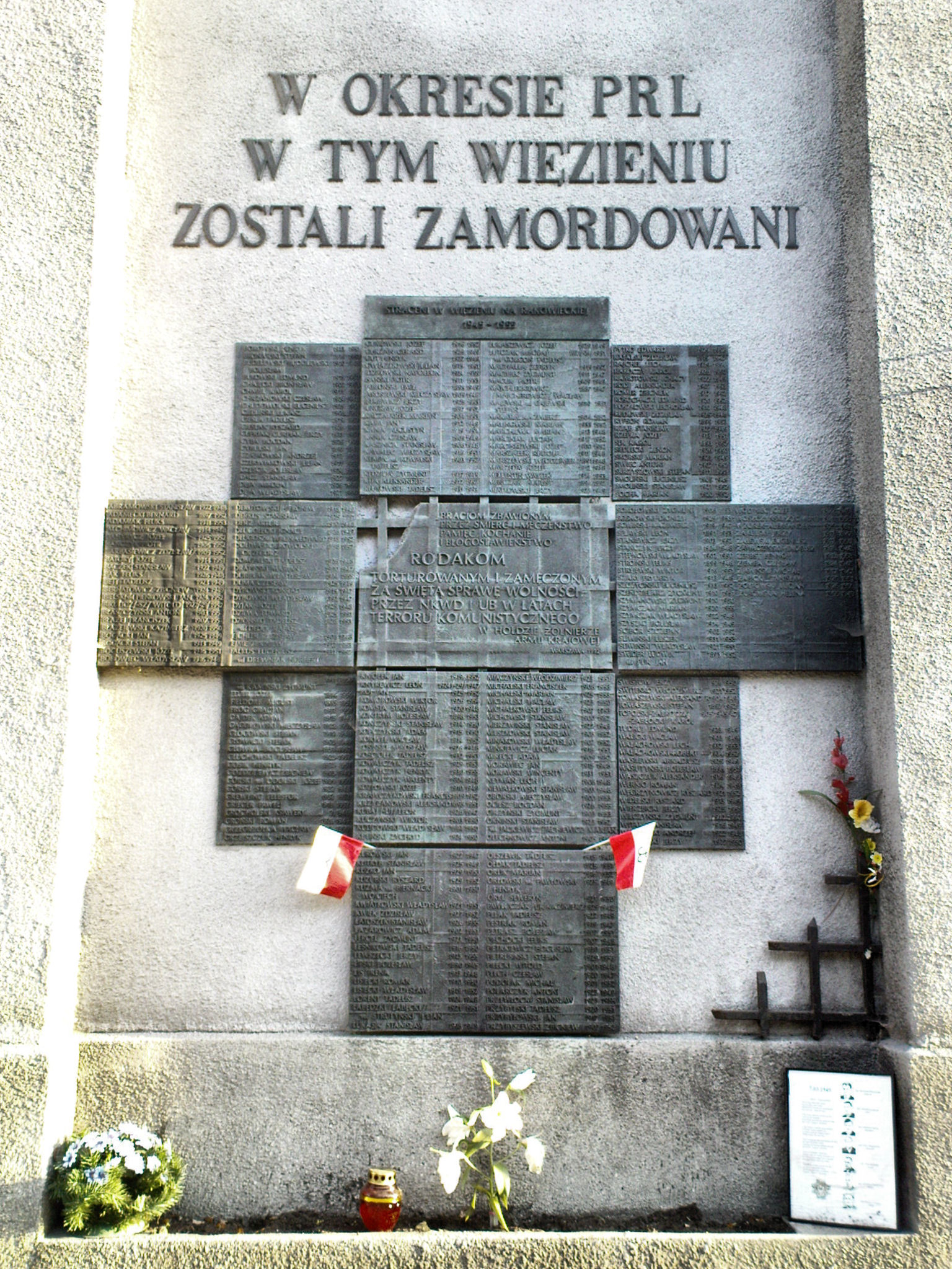
Tablica na Więzieniu śledczym na ul. Rakowieckiej w Warszawie

Jan Kaim pseud. Filip, Wiktor (ur. 17 września 1912 w Starosiedlicach, zm. 18 lipca 1949 w Warszawie) – polski działacz podziemia niepodległościowego w czasie II wojny światowej oraz powojennego podziemia antykomunistycznego, a także działacz narodowy związany ze Stronnictwem Narodowym oraz Młodzieżą Wszechpolską.

## Życiorys
Urodził się w rodzinie pochodzenia chłopskiego jako syn Pawła i Marii z domu Kiepas. W 1931 uzyskał maturę w Państwowym Gimnazjum im. Marii Rodziewiczówny w Kobryniu. W latach 1932–1933 odbył służbę wojskową, ukończył wówczas Kurs Podchorążych Rezerwy Piechoty jednak nie przyznano mu tytułu podchorążego z powodu konfliktu politycznego z przełożonymi. W latach 1933–1939 studiował na Wydziale Inżynierii Lądowej i Wodnej Politechniki Lwowskiej, będąc jednocześnie działaczem Towarzystwa Bratniej Pomocy Studentów, a w roku akademickim 1938/1939 jego prezesem na PL. Od 1935 należał do Młodzieży Wszechpolskiej.
Po wybuchu II wojny światowej był uczestnikiem polskiej wojny obronnej września 1939 jako dowódca drużyny w 35 pułku piechoty, a następnie jako żołnierz w ramach Samodzielnej Grupy Operacyjnej „Polesie”. 7 października 1939 dostał się do niewoli niemieckiej, z której zdołał jednak zbiec. W październiku 1939 przystąpił do Narodowej Organizacji Wojskowej (NOW) w Starachowicach, pełniąc obowiązki szefa organizacyjnego w Komendzie Powiatu NOW. W listopadzie 1941 Komendant Okręgu Radom NOW nadał mu tytuł podchorążego. Od grudnia 1942 do lutego 1943 pełnił funkcję dowódcy plutonu NOW w Radomiu. W lutym 1944 został awansowany do stopnia podporucznika. W czerwcu 1944 został aresztowany przez Gestapo i po brutalnym śledztwie, tuż przed wybuchem powstania warszawskiego deportowany do niemieckiego, nazistowskiego obozu koncentracyjnego Gross Rosen. Był więziony również w KL Mauthausen-Gusen oraz podobozie KL Linz gdzie doczekał wyzwolenia.
W lipcu 1945 powrócił do Polski i nawiązał kontakty z politykami konspiracyjnego Stronnictwa Narodowego i jeszcze w tym samym miesiącu wyjechał jako kurier do władz RP w Londynie i do prezesa emigracyjnego Stronnictwa Narodowego – Tadeusza Bieleckiego. W grudniu tego samego roku wyjechał z powrotem do Polski. Od stycznia do kwietnia 1946 organizował konspiracyjną łączność pomiędzy krajowymi i emigracyjnymi ośrodkami Stronnictwa Narodowego oraz dla Komendy Głównej Narodowego Zjednoczenia Wojskowego i powołanych przez Ministerstwo Spraw Wewnętrznych Rządu RP na uchodźstwie Delegatur, pozostając jej faktycznym kierownikiem. W kwietniu 1946 został przypadkowo aresztowany w Szczecinie, jednak uniewinnił go sąd grodzki (Jan Kaim posługiwał się wówczas fałszywymi dokumentami). W tym samym roku przekroczył granicę i udał się na emigrację do Wielkiej Brytanii. Był między innymi bliskim współpracownikiem Tadeusza Bieleckiego. Od marca 1947 był członkiem Zarządu Głównego Koła AK w Londynie. W tym samym roku został wysłany z misją kurierską do Polski, przekraczając granicę w nocą 3/4 listopada. Został aresztowany przez UB – 24 listopada 1947 w Szczecinie. W trakcie śledztwa był torturowany. W r. 1948 skazany na dożywocie. Pomimo to - wskutek interwencji sędziego Aleksandra Wareckiego  (Warenhaupta) – po ponownym procesie 24 kwietnia 1949 r. został skazany na śmierć i stracony przez st. sierż. Piotra Śmietańskiego, na terenie więzienia mokotowskiego w Warszawie.
23 maja 2013 szczątki ppor. Jana Kaima zostały odnalezione przez zespół IPN pod kierownictwem Krzysztofa Szwagrzyka w kwaterze „Ł” Cmentarza Wojskowego na Powązkach w Warszawie. Uroczyste wręczenie noty identyfikacyjnej rodzinie Jana Kaima odbyło się 9 czerwca 2016 w Pałacu Prezydenckim w Warszawie.